# Kazuhiro Tatsumi
Kazuhiro Tatsumi (辰巳 和弘, Tatsumi Kazhiro), né le 3 janvier 1946 à Osaka, est un archéologue, historien et conservateur de musée japonais. Il est conférencier à l'université Doshisha jusqu'à sa retraite en 2011. Spécialiste des pratiques domestiques des anciens peuples du Japon, il est cité dans de nombreux ouvrages. Tatsumi est l'auteur de nombreux livres et articles. En 1981, il publie le résultat de ses recherches dans le tumulus Kitaoka Otsuka à Inasa dans la préfecture de Shizuoka, édité par le conseil d'éducation Inasa-cho.